# The Hollies
The Hollies er en engelsk rock/pop-gruppe, dannet i de tidlige 1960'ere. De kædes ofte sammen med Manchester, fordi flere af de oprindelige medlemmer kom fra byen og dens forstæder. 
Kvintetten fra Manchester er kraftigt influeret af Everly Brothers, og er kendt for sine trestemmige harmonier, der kan konkurrere med The Beach Boys, foruden fremtrædende guitarlyd, smittende melodier, jazz-påvirkede grundrytmer og et image uden mislyde. De er ofte blevet kaldt de britiske Everly Brothers. Ikke desto mindre er The Hollies et af de kommercielt set mest succesfulde pop/rock fænomener i Den Britiske Invasion. Mens grupper som The Beatles eksperimenterede uden for poppens verden, fastholdt the Hollies et sangmateriale, der var tilgængeligt, uanset hvilken stilart de valgte. Som årtiet skred frem, afprøvede de imidlertid også mere sofistikeret folk-rock og lettere psykedeliske sange, især på deres LP'er. 
Deres klangbund i befolkningen (især i USA) er normalt begrænset til et udvalg på cirka et dusin sange, fra 1964's "Just One Look" til 1974's "The Air That I Breathe". I virkeligheden startede deres pladeproduktion i 1963 og omfatter mere end 350 sange, fordelt over snesevis af album, EP'er and singler, spændende over 33 år (Eder,1996).

## Oprindelse
The Hollies' historie begynder med, at femårige Allan Clarke (en) i 1947 ankommer til Ordsall Primary School i Salford (Manchester's naboby), i England. Han møder femårige Graham Nash, som er den eneste, der tilbyder ham en plads ved siden af sig. Hurtigt finder de en fælles interesse i musik. De begynder at synge i kor sammen, og finder ud af, hvor godt deres stemmer passer sammen. Impulsen til at begynde en musikalsk karriere sammen får de, da skiffle-musikken slår an i England. (Eder, 2004).

I følge Clarke (Eder, 2004),
 "Vi ønskede alle sammen at blive rock 'n' roll stjerner, og skiffle var en måde at starte på, fordi den var baseret på de nemmeste akkorder: A, D, G og C, og vi elskede sangene. Graham og jeg spillede på klubber i Manchester, med noget, der mindede om Everly Brothers. The Everly Brothers var vores største inspiration, fordi de lavede tostemmige harmonier." 
Det blev grundlaget for The Hollies. I 1962 havde Clarke (født Harold Allan Clarke, 5. april 1942, i Salford, Lancashire) og Nash (født Graham William Nash, 2. februar 1942, i Blackpool, Lancashire) allerede sunget sammen i lokale cafeer i flere år som halvprofessionel duo under navne som the Guytones, the Two Teens, The Levins og med et søskendeband ved navn Ricky og Dane. Under et show sammen med the Fourtones mødte de Eric Haydock (født 3. februar 1943, i Stockport, Cheshire) og Don Rathbone (født Donald Rathbone, oktober 1942, i Wilmslow, Cheshire) og blev inviteret med i The Deltas (Rock, 2000). 
Disse fire besluttede at forlade the Deltas og starte en ny gruppe i december 1962. Ifølge nærtstående kilder valgte de navnet efter en juledekoration i Graham Nash's hus, og ikke – som ofte hævdet – som en hyldest til Buddy Holly . Historierne er vage og viser, at orkestrets medlemmer ikke selv husker detaljerne; men de er enige om, at navnet kun var foreløbigt, selv om det har hængt ved i foreløbig 34 år. Den originale besætning bestod af forsanger Allan Clarke, guitaristerne Graham Nash og Vic Steele, bassisten Eric Haydock og trommeslageren Don Rathbone. Vic Steele forlod dem hurtigt og blev erstattet af den lokale guitarhelt Tony Hicks (født Anthony Christopher Hicks, 16. december 1943, i Nelson, Lancashire). I 1963, før gruppen begyndte at få hits, gik Rathbone ud, og blev i stedet deres road manager. Han blev erstattet af Bobby Elliott (født Robert Hartley Elliott, 8. december 1941, i Bolton, Lancashire) fra Shane Fenton And The Fentones (Shane Fenton blev i 1970'erne til Alvin Stardust). Elliott og Hicks havde tidligere spillet sammen i et andet Manchester band, Rick Shaw and the Dolphins. I 1966 overtog Bernie Calvert (født Bernard Bamford Calvert, 16. september 1942, i Briefield, Lancashire) Haydocks plads, og i '68, da Nash rejste for at blive medstifter af Crosby, Stills, Nash & Young, blev han erstattet af Terry Sylvester (ex-The Escorts og The Swinging Blue Jeans).

## 1960'erne
Bandets første optræden som The Hollies fandt sted på Oasis Club i Manchester i december 1962, og var en stor succes. Det varede ikke længe, før The Hollies tog The Beatles' plads i the Cavern Club. The Beatles var musikalsk set færdigudlært i klubben, og havde nu kontrakt med EMI's Parlophone-plademærke via producer George Martin. Den vældige musikalske aktivitet i Liverpool og Manchester fik pladeproducere, som ellers ikke var meget for at forlade London, til at søge mod Nord. En af dem var Ron Richards, producer hos EMI, og han kom til the Cavern in januar 1963. Han fandt en lille klub, der levede op til sit ry, og han fandt ud af, at The Hollies kunne mere end bare skråle. (Eder, 1996).
Efter at Steele var skiftet ud med Hicks, begyndte The Hollies at indflette adskillige amerikanske R&B-klassikere i deres repertoire, på samme måde som mange andre grupper fra de tidlige 1960'ere. Men de skrev også deres egne ting og bestilte sange fra professionelle sangskrivere. De hjemmegjorte blev mest brugt som B-sider på singlerne, tit med pseudonymerne "Chester Mann" eller “L. Ransford" (Artist, 2004). De fik deres første store engelske hit i slutningen af 1963 med en kopi af Maurice Williams and The Zodiacs' Stay, som nåede nummer 8 på hitlisten. De fulgte op med Doris Troy's Just One Look. Gruppens femte single, "We're Through," var deres første selvgjorte A-side, skrevet af Allan Clarke, Tony Hicks og Graham Nash under det nye kollektive pseudonym "L. Ransford". "We're Through" blev indspillet 25. august 1964 og udgivet den følgende måned. Den 26. september 1964 debuterede den på den engelske liste som nr. 27, og dens relativt korte ophold på hitlisten kulminerede med en plads som nummer 7. I lyset af, at forgængeren, "Just One Look" var nået til nr. 2, mistede pladeselskabet lysten til at satse på flere originale A-sider fra bandet lige med det samme. Men en original A-side var alligevel en milepæl for bandet, og lovede godt for fremtiden. 
I sommeren 1965 arbejdede Clarke-Hicks-Nash stadig som sangskrivere under navnet "L. Ransford", og det førte til et nyt gennembrud. De tre fik en forlægger-kontrakt fra Dick James Music og fik deres eget musikforlag, Gralto Music (for GRaham, ALlan, og TOny). Da Graham rejste, blev det til Alto Music. I årene 1966 til 1968 udviklede Clarke, Hicks og Nash sig til et af de stærkeste sangskriver-teams i engelsk rock, og de stod ikke tilbage for John Lennon og Paul McCartney, eller Mick Jagger og Keith Richards (Eder,1996).
I 1965 havde The Hollies etableret sig som en af Storbritanniens mest fremtrædende single-grupper, og de havde enorm succes i adskillige lande. (Biography, 2002). De oplevede deres første tilbageskridt, da deres udgave af George Harrison's If I Needed Someone kun lige akkurat nåede Englands Top 20 og i stedet gav dem dårlig presseomtale. Både the Hollies og John Lennon brokkede sig, og de luftede deres utilfredshed over, at en Beatles sang ikke kunne klare sig bedre (Rock, 2000). 
Bassisten Eric Haydock og trommeslageren Bobby Elliot blev anset for at være en af de bedste rytmesektioner i britisk Pop/Rock på den tid. Men i 1966 blev Haydock udskiftet med Bernie Calvert. Mange musikkritikere anser ikke Calvert for at være lige så god en musiker som Haydock, hvis basspil lå meget længere fremme på gruppens plader. Ron Richards bekræftede dette i sit bidrag til pladenoterne på Epic Records' 20 Song Anthology (Biography, 2002). 
I følge Richards:
"Calvert var ikke nogen god bassist, og jeg begravede med vilje hans lyd i mix'et, da han kom med i gruppen."
Skønt de i 1966 havde fået succes både i England og resten af Europa, var hverken deres turneer eller deres pladesalg i USA værd at tale om. Med det nye medlem, Bernie Calvert, indspillede The Hollies den sang, der skulle blive deres længe ventede gennembrud i USA: "Bus Stop". Den var skrevet af Graham Gouldman, og "Bus Stop" nåede nr. 5 i USA, samme placering som i Storbritannien. 
På den tid sprudlede bandet både som sangskrivere og i studiet. Deres næste album, "For Certain Because", var det hidtil mest gennemarbejdede. Dets sange, der alle var nyskrevne, var kendetegnet af usædvanlig insrumentering, med marimbas, keddeltrommer og andre eksotiske lyde. På mange måder var det The Hollies' pendant til The Beatles' Rubber Soul album. For Certain Because var det første album fra gruppen, hvor ikke et eneste nummer kunne betegnes som fyld, og hvor hvert nummer kunne bruges til enten en A-side eller B-side på en single. Der var faktisk en sang fra album'et, "Pay You Back With Interest", der blev udgivet som single i USA af selskabet Imperial, efter at gruppen var skiftet til Epic. En anden, "Tell Me To My Face", blev taget op med succes i 1970'erne af Dan Fogelberg og Tim Weisberg. Andre sange, for eksempel "Clown," var personligt prægede kompositioner fra Graham Nash, og et tegn på, at han var ved at få sin helt egen tilgang til sangskrivning. (Eder,1996).
Dette var også deres storhedstid som udøvende kunstnere. På koncerterne delte de plakat med bands som Spencer Davis Group og The Small Faces, og deres livemusik var blevet lige så sofistikeret som de numre, de skrev. Deres succes med "Stop! Stop! Stop!", der blev nr. 2 i England og nr. 7 i USA var bemærkelsesværdig for en nyskrevet A-side. Deres opfølger, "On A Carousel", blev skrevet på gruppens turne i Amerika, og den blev indspillet den 11. januar 1967. Den udkom den følgende måned og blev rutinemæssigt nr. 4 i England, og nr. 11 i USA. Tony Hicks havde påbegyndt "Carrie Anne" i 1965, på turne i Norge. Den fulgte i kølvandet på the Byrds' "Mr. Tambourine Man", og Hicks rimede oprindeligt ud fra sætningen "Hey Mr. Man." To år senere var den parat i sin kendte form, og den blev indspillet 3. maj 1967, i kun to optagelser. Den udkom senere samme måned og blev nr. 3 i Storbritannien og nr. 9 in USA (Eder,1996).
I året 1967 udgav bandet ikke bare et, men to albums, "Evolution" og "Butterfly".
Efter at The Beatles havde udgivet Sgt. Pepper i juni 1967, spildte The Hollies ingen tid før de var med på flowerpower-vognen. Bandet afprøvede deres evner i psykedelisk musik med en ny sang, King Midas In Reverse, primært skrevet af Nash, som gerne ville gøre sig gældende som seriøs kunstner. Sangen var ambitiøst arrangeret, med stryger-, messingblæser- og træblæser-arrangement. Dens relativt beskedne kommercielle succes lovede ikke godt for hans indflydelse på gruppens musikstil, og deres næste singler gik mere i den romantiske retning. 
I 1968 følte Nash sig bundet af bandets kommercielle sigte, og han gik ud på grund af kreativ uenighed over en plan om at indspille et album med Bob Dylan sange, hvilket han betragtede som et tilbageskridt for gruppen. Han slog sig i stedet sammen med det tidligere Buffalo Springfield-medlem Stephen Stills og det tidligere Byrds-medlem David Crosby, og de dannede en af de første supergrupper, Crosby, Stills & Nash. Hans afgang fra The Hollies markerede afslutningen på gruppens storhedstid. Terry Sylvester, tidligere i Liverpool-grupperne The Escorts og The Swinging Blue Jeans, erstattede ham. Med denne besætning fik The Hollies straks et hit i 1969 med Sorry, Suzanne, der nåede nr. 3 i Storbritannien. Serien af hits fortsatte lidt længere med He Ain't Heavy, He's My Brother, skrevet af amerikanerne Bob Russell og Bobby Scott. Sangen blev nr. 1 i Storbritannien og USA to gange, først i 1969, og igen 19 år senere, takket være en ølreklame. (Artist, 2004). Elton John spillede klaver på pladen. 
På trods af det var gruppen ved at nå en blindgyde efter mange år på toppen, som konsekvens af, at de ikke havde ændret meget i deres spillestil siden midten af 1960'erne. Det stod klart, at de ikke rigtig var i stand til at producere albums, der fandt gehør hos køberne. Deres singler nåede stadig hitlisterne ind imellem, selv om sangene ikke længere var lige så mindeværdige som deres bedste fra 1960'erne.

## 1970'erne
Clarke, der var knust over, at hans ven gennem mere end 20 år var rejst, havde været låst fast til gruppens identitet i hele sit voksne liv, og han følte nu trang til at præstere noget på egen hånd. Gruppen var gået i gang med et nyt album, som Clarke skulle lave sammen med de andre, hvorefter han ville begynde at arbejde på sin egen karriere og indspilninger, uafhængigt af bandet. 
Ironisk nok kom album'et til at profitere fra Clarkes planer om en solokarriere; mens gruppens evne til at udnytte dets uventede succes var begrænset. Under pladeindspilningen af LP'en Distant Light, kom Clarke med en sang, der skulle med. Den var blevet liggende i skuffen hos forfatterne Clarke, Roger Cook og Roger Greenaway, og titlen var Long Cool Woman (In A Black Dress) (Eder, 1996).
Den blev indspillet en dag, hvor producer Ron Richards ikke var til stede, og den gav Clarke en sjælden chance for at vise sine evner på guitar. Problemet var, at Clarke ikke havde planlagt, at den skulle med på en Hollies-LP, men på hans egen plade. Nogle af gruppens medlemmer havde imidlertid spillet med på den, og han var tvunget til at tage den med på Distant Light.
Dette førte så til et brud mellem Clarke og resten af gruppen, da de fandt ud af, at han ville lave en soloplade. Clarke fik det ultimatum, at han måtte vælge mellem at blive hos The Hollies eller prøve en karriere som solist. 
I et interview med Melody Maker i 1973 siger Clarke (Eder, 1996): 
De troede, at hvis jeg fik succes, ville jeg forlade dem alligevel, så de gjorde pinen kort ved at tvinge mig til det ene eller det andet. Det var bare tåbeligt, for jeg ønskede ikke at forlade gruppen. 
Long Cool Woman kom ud på single efter at gruppen var gledet lidt ned af ranglisten i de tidlige 1970'ere. Sangen var i Creedence Clearwater Revival-stil og blev en millionsælger, der nåede nr. 2 i USA i 1972. Pludselig blev den gruppens nye varemærke, og oversvømmede radiobølgerne i USA. Men Clarke var allerede borte, besynderligt nok erstattet af den svenske stjerne Mikael Rickfors, som efter bedste evne forsøgte at klare sprogbarrieren. De nye Hollies fik et mindre hit, The Baby. Det faktum, at Rickfors kunne synge på engelsk, men ikke kunne tale det flydende, skabte problemer, der aldrig rigtigt blev løst. (Biography, 2002).
Clarke vendte tilbage i slutningen af 1973, og de genså den engelske Top 30 med en ny swamp rocker, skrevet af Clarke, "The Day That Curly Billy Shot Down Crazy Sam McGee". I 1974 fulgte et nyt hit, denne gang verdensomspændende: The Air That I Breathe, og her vendte gruppen tilbage til en symfonisk stil. Det blev imidlertid deres sidste større hit i Storbritannien i over 10 år. Sangen var skrevet af Albert Hammond og Mike Hazelwood, og var oprindeligt indspillet af deres tidlige idol, Phil Everly. Forbindelsen til Everly-brødrene var blevet cementeret et par år tidligere, da Hollies leverede det meste af materialet samt backing på den amerikanske duos LP Two Yanks in England fra 1966. The Air That I Breathe var det sidste Hollies-hit, der blev produceret af Ron Richards, før gruppen selv tog tøjlerne (Artist, 2004). 
Efterfølgende singler som Son of a Rotten Gambler, I'm Down og Boulder to Birmingham, kom ikke på hitlisterne. Interessant nok – og mest takket være Clarke – begyndte de at bruge Bruce Springsteen's sange før så mange andre; men selv deres smukke udgave af Sandy kunne ikke forhindre, at de gled ud af publkums bevidsthed. Deres sene 1970'er udgivelser var meget præget af Disco og af periodens danse-rock lyd, skønt de aldrig helt droppede vokalharmonierne. I løbet af de følgende fem år gik the Hollies efter spisning-og-kabaret turneer, i takt med at hitlisteplaceringerne blev færre. Skønt deres album var velproducerede, var der ikke meget ophidsende over dem, og de solgte dårligt. Under andre omstændigheder kunne de måske have rettet karrieren op, som the Bee Gees gjorde det efter 1974 (Unterberger & Eder, 2005).
I modsætning til visse andre bands fra den Britiske Invasion, var the Hollies også et velspillede liveband, hvilket kan bekræftes af deres Live Hits album fra 1977, optaget i Christchurch, New Zealand det foregående år. På pladen var der også velfungerende udgaver af mindre kendte sange, så som Hicks' arbejderklasse-portræt Too Young to Be Married, der nåede førstepladsen i flere lande, skønt den aldrig udkom som single i Storbritannien eller USA (Biography, 2002). Ironisk nok sagde deres amerikanske pladeselskab Epic Records nej tak til Live Hits, der ellers både kunne have nået ud til gamle og nye lyttere. Pladen fik entusiastiske anmeldelser i adskillige amerikanske blade, som import fra Canada. Epic havde åbenbart besluttet, at The Hollies aldrig ville komme til at sælge mange LP'er, uanset hvor store hits, de havde haft. Efterfølgende minimerede de deres markedsføring, og lod til sidst kontrakten løbe ud. (Unterberger & Eder, 2005).

## 1980'erne og derefter
I 1981 forlod Calvert og Sylvester gruppen og blev erstattet af Alan Coates og Ray Stiles. EMI forudså problemer, og foreslog, at bandet udgav en single i Stars On 45-formatet. Det resulterede i Holliedaze, der blev et hit og bragte dem tilbage på Storbritanniens Top 30 (Rock, 2000). Nash og Haydock vendte tilbage for en kort bemærkning med en optræden på Top of the Pops. The Hollies fik lidt rygstød i form af presseomtale i USA, da Graham Nash besluttede at vende tilbage til the Hollies. De fik verdensomspændende succes med en udgave af the Supremes' klassiske Stop! In The Name Of Love, der nåede nr. 29 in 1983. Derefter indspillede gruppen et nyt album (What Goes Around), og næste år et live album med besætningen Clarke-Hicks-Elliott-Nash, Reunion. Den gode begyndelse blev ikke fulgt op. Pladerne blev anmeldt, men for det meste negativt, og en turne måtte i hast bookes om til mindre spillesteder (Unterberger & Eder, 2005). He Ain't Heavy blev genudgivet i Storbritannien i 1988 og nåede nr. 1 efter at den var blevet brugt i en ølreklame. Om ikke andet, var det en ny rekord for tidsrummet mellem to topplaceringer, på 23 år (Biography, 2002).
Skønt The Hollies stadig turnerer og indspiller plader, med kun to originale medlemmer, Hicks og Elliot, er der intet folkeligt krav om nye indspilninger, og fra 1990'erne er de stort set ophørt med at lave plader. Ian Parker kom med i gruppen på keyboards cirka 1990. I 1993 fik de et Ivor Novello trofæ, som anerkendelse af deres bidrag til britisk musik. Gruppen har også været genstand for et hyldest-album, Sing Hollies In Reverse, i 1995. På det var der alternativ-rock ensembler som the Posies og Material Issue.
Allan Clarke opdagede efter næsten 40 år som forsanger, at sangen ikke kom så let til ham, som den plejede. I år 2000 besluttede han at trække sig tilbage, og han efterlod Hicks og Elliott som de sidste originale medlemmer af gruppen. I 2003 anerkendte EMI Records the Hollies' musikalske betydning med et seks-CD box sæt, The Long Road Home: 1963-2003. Det dækker hver æra og de fleste medlemmer i gruppens historie (Unterberger & Eder, 2005). 
Efter at Clarke havde trukket sig, blev han erstattet af Carl Wayne, tidligere forsanger i The Move. Wayne nåede kun at indspille en enkelt sang med dem, How Do I Survive, før han døde af kræft i 2004. Han blev erstattet af Peter Howarth, som har arbejdet i mange år med Cliff Richard og har været stjerne i en landsdækkende turne med The Roy Orbison Story. The Hollies har for nylig færdiggjort et nyt studiealbum, deres første siden 1983: Staying Power, med singlerne Hope og So Damn Beautiful, udkom i 2006. 
The Hollies indspilning fra 1973, Jesus Was a Cross Maker, kunne høres i Cameron Crowe's film fra 2005, Elizabethtown.

## Besætning
- Allan Clarke : forsanger, guitar (1962-1971; 1973-1978; 1978-2000)
- Tony Hicks : guitar, sang: (siden 1963)
- Graham Nash : guitar, sang (1962-1968: derefter Crosby, Stills & Nash; Enkelte optrædener 1981, 1982, 1983-84)
- Don Rathbone : trommer (1962-1963; derefter road manager)
- Vic Steele : guitar, sang (1962-1963)
- Bobby Elliott : trommer (siden 1963)
- Eric Haydock : bas (1963-1966; 1981)
- Bernie Calvert : bas (1966-1981)
- Terry Sylvester : guitar, sang (1969-1981)
- Mikael Rickfors : forsanger, guitar/keyboard/bas (1971-1973)
- John Miles : guitar, sang (Gæst på plade 1981 og afløser for Allan Clarke Marts 1999)
- Alan Coates : guitar, sang (1981-2004)
- Dennis Haines : keyboards (1983-1989)
- Steve Stroud : bas (1982-1985; 1990; 1996)
- Ray Stiles : bas, sang (fra Mud) (siden 1986)
- Ian Parker : keyboards (siden 1990)
- Carl Wayne : forsanger (2000-2004)
- Peter Howarth : forsanger (siden 2004)
- Steve Lauri : guitar, sang (siden 2004)
- Jamie Moses : guitar, sang (1983 Down Under tour og gæst på plader)
- Dave Carey : keyboards (1990)
- Paul Bliss : keyboards (1978, 1982-1983)
- Pete Wingfield : keyboards (1976-1981)
- Peter Arnesen : keyboards (1978, 1982-1983)
- Brian Chatton : keyboards (1981-1982)
- Ian Harrison : sang (afløser for Carl Wayne i starten af 2003 & August/September 2004)
- Dougie Wright : trommer (afløser for Elliot i 1967)

## UK diskografi
1. Stay with the Hollies, 1964
2. In the Hollies Style, 1964
3. The Hollies, 1965
4. Would You Believe?, 1966
5. For Certain Because, 1966
6. Evolution, 1967
7. Butterfly, 1967
8. The Hollies' Greatest, 1968 (compilation)
9. Hollies Sing Dylan, 1969
10. Hollies Sing Hollies, 1969
11. Reflection, 1969
12. Confessions of the Mind, 1970
13. Distant Light, 1971
14. Romany, 1972
15. Hollies, 1974
16. Another Night, 1975
17. Write On, 1976
18. Russian Roulette, 1976
19. Hollies Live, 1977
20. 20 Golden Greats, 1978 (compilation)
21. A Crazy Steal, 1978
22. 5317704, 1979
23. Buddy Holly, 1980
24. What Goes Around, 1983
25. Reunion, 1983
26. Staying Power, 2006

## US Diskografi
1. Here I Go Again, 1964
2. ''Beat Group!, 1964
3. Hear! Here!, 1965
4. Bus Stop, 1966
5. Stop! Stop! Stop!, 1966
6. Evolution, 1967
7. Dear Eloise/King Midas In Reverse, 1967
8. The Hollies' Greatest Hits, 1967 (compilation)
9. Words And Music By Bob Dylan, 1969
10. He Ain't Heavy, He's My Brother, 1969
11. Moving Finger, 1970
12. Distant Light, 1971
13. Romany, 1972
14. The Hollies' Greatest Hits, 1973 (compilation)
15. Hollies, 1974
16. Another Night, 1975
17. Clarke, Hicks, Sylvester, Calvert & Elliott, 1977
18. A Crazy Steal, 1978
19. What Goes Around, 1983
20. Reunion, 1983
21. Hollies Live, 1998

## UK Hit Singler
1. (Ain't) That Just Like Me # 1963
2. Searchin' # 1963
3. Stay # 1963
4. Just One Look # 1964
5. Here I Go Again # 1964
6. We're Through # 1964
7. Yes I Will # 1965
8. I'm Alive # 1 1965
9. Look Through Any Window # 1965
10. If I Needed Someone # 1965
11. I Can't Let Go # 1966
12. Bus Stop # 1966
13. Stop Stop Stop # 1966
14. On A Carousel # 1967
15. Carrie Anne # 1967
16. King Midas In Reverse # 1967
17. Jennifer Eccles # 7 1968
18. Listen To Me # 1968
19. Sorry Suzanne # 3 1969
20. He Ain't Heavy He's My Brother # 3 1969
21. I Can't Tell The Bottom From The Top # 7 1970
22. Gasoline Alley Bred 1970
23. Hey Willy 1971
24. Long Cool Woman In A Black Dress
25. The Baby
26. The Day That Curly Billy Shot Down Crazy Sam McGee 1974
27. The Air That I Breathe 1974
28. Soldier 1980
29. He Ain't Heavy He's My Brother (Re-Release) #1 1988
30. The Woman I Love 1993

## USA Hit Singler
1. Look Through Any Window
2. I Can't Let Go
3. Bus Stop
4. Pay You Back With Interest
5. On A Carousel
6. Carrie Anne
7. Dear Eloise
8. He Ain't Heavy He's My Brother
9. Long Cool Woman In A Black Dress
10. Long Dark Road
11. Magic Woman Touch
12. The Air That I Breathe
13. Another Night
14. Stop! In The Name of Love

## Trivia
- Skuespillerinden Carrie-Anne Moss fik sit navn efter Hollies-sangen 'Carrie-Anne', som var populær, da hun blev født.
- The Hollies var specielt store i Sverige gennem 1960'erne, og fik adskillige nr. 1-hits.
- The Hollies fik et nr. 1 hit i Australien, New Zealand og Malaysia med Too Young To Be Married i 1970. Det var de eneste lande, hvor den udkom som single.
- I 1960'ernes Storbritannien blev The Hollies betragtet som "den tredje gruppe" efter The Beatles og The Rolling Stones. Det blev afspejlet i salgstal og afstemninger.